# Leopold Corretjer
Leopold Corretjer (Barcelona, 1862 - Buenos Aires, 1941) fou un director d'orquestra i compositor. Va estudiar a Barcelona amb el mestre Sánchez Gabairach i Balart.
Va iniciar la seva carrera com a director d'orquestra i coral a Espanya. L'any 1887 se'n va anar a Buenos Aires, on es va especialitzar en corals escolars i va treballar com a docent en diverses escoles publiques, entre elles l'escola "Sarmiento". Va arribar a ser inspector de música del consorci d'educació.
Va compondre sainets i cançons basades en motius tradicionals argentins. Destacà pels seus himnes i cors escolars, entre els quals "Saludo a la bandera", que forma part del repertori oficial de cançons patriòtiques argentines.